# Тафшит Коммьюнити (стадион)
«Тафшит Коммьюнити» (англ. Toughsheet Community Stadium) — домашний стадион футбольного клуба «Болтон Уондерерс». Находится в Хоритче, пригороде Болтона. Был построен в 1997 году на смену старому стадиону клуба, «Бернден Парк». В 2014 году стадион был переименован, после заключения спонсорского соглашения с производителем спортивной экипировки Macron. До 2014 года носил название Ри́бок Стэ́диум (англ. Reebok Stadium). В августе 2018 года был переименован в «Юниверсити оф Болтон Стэдиум» (англ. University of Bolton Stadium). Нынешнее название носит с 1 июля 2023 года.

## История
Стоимость постройки составила 25 миллионов фунтов стерлингов. Открытие состоялось 1 сентября 1997 года, а в гости пожаловал ливерпульский «Эвертон», который был первым соперником «Болтона» и на старом их стадионе. Голов зрители в этом матче так и не увидели.
Надо заметить, что поначалу фанаты не очень тепло восприняли новый стадион — тут и тоска по-полюбившемуся им «Бернден Парку», и не очень удобное расположение арены за пределами города, и возможно, коммерческая составляющая в названии, но таковы реалии современного футбола. Но со временем все наладилось и забылось — комфортный «Рибок» уже не вызывает неприятных эмоций, а чтобы фанам не было так грустно, улицу, на которой расположен стадион назвали Бернден Вей.
Все места на стадионе сидячие, а трибуны имеют следующие имена: Болтон Ивнин Ньюс (Bolton Evening News Stand, северная), Вудфорд Групп (Woodford Group Stand, южная), Западная (West Stand) и трибуна Нэта Лофтхауса (Nat Lofthouse Stand, восточная) — в честь лучшего бомбардира и легенды «Болтона». Внутри самого стадиона также находится отель, из некоторых комнат которого открывается вид на трибуны.
Помимо футбольных матчей с участием «Болтона», на стадионе проходят и другие мероприятия. Так, например, здесь в 2000-м году состоялся полуфинал Кубка мира по регби между сборными Англии и Новой Зеландии. Регби вообще здесь не редкий гость — игры Кубка Вызова и чемпионата Великобритании проводились на стадионе не единожды. Ещё стадион принимал чемпионат по дартсу и поединки местного боксера Амира Хана. Из известных исполнителей, дававших здесь свои концерты, можно отметить Элтона Джона, Oasis, Pink и Coldplay.
Западная трибуна расположена в 200-х метрах от железнодорожного вокзала Хорвич Парквей на лини Манчестер — Престон, а в дни матчей по ней курсируют специальные поезда. Также в день игры в самом Болтоне и прилегающих районах организовываются автобусные маршруты, которые доставляют болельщиков на стадион.
В 2014 году стадион был переименован в Макрон Стэ́диум, после заключения спонсорского соглашения с производителем спортивной экипировки Macron.

## Рекорды и антирекорды посещаемости
- абсолютный рекорд посещаемости: 28 353 на игре Премьер-Лиги с «Лестер Сити» (28 декабря 2003);
- самая низкая посещаемость: 3 673 в матче Кубка Лиги с «Джиллингемом» (21 сентября 1999);
- самая низкая посещаемость в Премьер-Лиге:17 014 в матче с «Дерби Каунти» (2 января 2008);
- рекорд посещаемости в Кубке УЕФА: 26 163 в матче с «Атлетико Мадрид» (14 февраля 2008);
- рекорд посещаемости в Кубке Англии: 23 523 в матче с Арсеналом" (12 марта 2005);
- рекорд посещаемости в Кубке Лиги: 18 037 в матче с «Тоттенхэм Хотспур» (27 октября 2004).

## Интересные события
- первым игроком, отличившимся на «Рибок Стэдиум», стал Алан Томпсон, реализовавший пенальти в матче с «Тоттенхэмом» 23 сентября 1997 года (игра завершилась 1:1);
- 30 сентября 1997 года здесь впервые состоялась игра Кубка лиги против «Лейтон Ориент»(4:4);
- первое поражение на «Рибок» «Болтон» потерпел в поединке против «Астон Виллы» 4 октября того же года;
- 1 января 1999 года сюда впервые пожаловал матч Кубка Англии — хозяева уступили «Вулверхэмптону» со счетом 1:2;
- первый еврокубковый матч и для клуба и для стадиона состоялся 15 сентября 2005 года — благодаря голам Эль-Хаджи Диуфа и Хареда Боргетти был повержен пловдивский «Локомотив»- 2:1.